# 思平县
思平县，三国、晋、南朝设置的县，在今广东省江门市一带。
三国孙吴分合浦郡置高凉郡，下辖思平县、高凉县、安宁县三县。治所在今广东恩平市北二十里。两晋沿置。南朝宋思平县为高凉郡治，南齐时，改思平县为齐安县。